# Формион
Формио́н (др.-греч. Φορμίων), сын Асопия — талантливый афинский военачальник начального периода Пелопоннесской войны.

## Война на Самосе
Впервые упоминается в 440 году до н. э. во время Самосской войны как командующий флотом наряду с Периклом и Гагноном в последний период боевых действий.

## Осада Потидеи
В 432 году до н. э. командовал афинскими войсками во время осады Потидеи, прибыв к городу с подкреплением с 1600 гоплитов и обеспечив блокаду города с юга. В дальнейшем совместно с отрядами македонского царя Пердикки II он вёл тяжёлую, но успешную войну на полуострове Халкидика с коринфскими добровольцами.

## Пелопоннесская война
В 430 году до н. э. вместе с флотом в 20 триер он был отправлен в Коринфский залив для блокады Коринфа. Здесь в морских битвах при Рионе и при Навпакте благодаря искусному командованию и высокой выучке своего флота Формион дважды разбил превосходящие силы пелопоннессцев.
После 428 году до н. э. Формион нигде более не упоминается. В «благодарность» за свои победы он был обвинён афинскими демагогами и приговорён к штрафу 10 тысяч драхм. Формион был серьёзным, строгим и несловоохотливым человеком, образцом умеренности и добронравия. За время командования он не воспользовался возможностью обогатиться. Поскольку Формион был не в состоянии уплатить столь огромную сумму, то был лишён прав афинского гражданства. Вскоре Формион скончался.
После своей смерти он был похоронен на государственном кладбище, афиняне поставили ему статую в Акрополе. Формион оставил о себе в Акарнании настолько хорошее впечатление, что в Афины прибыло оттуда посольство, приглашавшее его сына в военачальники. Его сын Асопий также был афинским стратегом и погиб в одном из сражений Пелопоннесской войны при вторжении на Левкаду, ненадолго пережив отца.